# Alexander Dalgarno
Alexander Dalgarno (5 janvier 1928 - 9 avril 2015) est un physicien britannique qui est professeur Phillips d'astronomie à l'Université Harvard.

## Biographie
Alexander Dalgarno est né à Londres en 1928 et y passe son enfance. Il fait ses études en mathématiques et en physique atomique à l'University College de Londres, obtenant un doctorat en physique théorique en 1951 sous la direction conjointe de Harrie Massey et Richard Buckingham. Il est universitaire à l'Université Queen's de Belfast de 1951 à 1967 où il travaille avec Sir David Bates et passe de chargé de cours adjoint à professeur. Dans les années 1950, il jette les bases des études d'interaction atomique à longue portée qui sont d'une importance cruciale pour l'intérêt actuel pour les condensats de Bose-Einstein.
En 1967, il s'installe à Harvard pour rejoindre leur département d'astronomie et occupe les postes de directeur par intérim de l'Observatoire de l'université Harvard, président du département d'astronomie, directeur associé du Harvard-Smithsonian Center for Astrophysics et directeur de l'Institute for Theoretical Atomic and Physique Moléculaire. Les recherches de Dalgarno couvrent trois domaines principaux : la physique atomique et moléculaire théorique, l'astrophysique et l'aéronomie (l'étude de la haute atmosphère). Il apporte des contributions en chimie théorique, en théorie de la diffusion, en physique et chimie de l'atmosphère et en astrophysique et est l'auteur de plus de 600 publications. Sir David Bates écrit en 1988 : « Il n'y a pas de plus grand personnage qu'Alex dans l'histoire de la physique atomique et de ses applications ». Connu comme le "père de l'astrophysique moléculaire ", Dalgarno est également physicien au Smithsonian Astrophysical Observatory et est auparavant rédacteur en chef des Astrophysical Journal Letters.
Dalgarno est également cité dans le roman The Quantum Rose de Catherine Asaro, lauréat du prix Nebula, un roman de science-fiction basé sur le travail de doctorat d'Asaro alors qu'elle est étudiante au doctorat avec Dalgarno.
Il épouse Barbara Kane, dont il a ensuite divorcé, et a quatre enfants. Plus tard il épouse Emily Izsak, dont il divorce.
Son travail est reconnu par de nombreux prix, dont le prix de l'Académie internationale des sciences moléculaires quantiques, le prix Davisson-Germer de la Société américaine de physique (1980), le prix William F. Meggers de l'Optical Society of America (1986), la médaille d'or de la Royal Astronomical Society (1986) et la médaille Benjamin Franklin en physique du Franklin Institute (2013).
Il est membre de l'Union américaine de géophysique et de la Société américaine de physique et membre de l'Académie nationale des sciences des États-Unis. Il est élu membre de la Royal Society en 1972 et reçoit leur prestigieuse médaille Hughes en 2002. Il est également membre de l'Académie internationale des sciences moléculaires quantiques.
En 1998, l'astéroïde 6941 est nommé astéroïde Dalgarno.